# Villalmanzo
Villalmanzo è un comune spagnolo di 439 abitanti situato nella comunità autonoma di Castiglia e León.
Il comune comprende la località di Tordable.